# Calamus psilocladus
Calamus psilocladus är en enhjärtbladig växtart som beskrevs av John Dransfield. Calamus psilocladus ingår i släktet Calamus och familjen Arecaceae. Inga underarter finns listade i Catalogue of Life.